# Eugenia irazuensis
Eugenia irazuensis là một loài thực vật có hoa trong Họ Đào kim nương. Loài này được Hemsl. mô tả khoa học đầu tiên năm 1880.